# El Ostional
El Ostional är en liten badort vid Stillahavskusten i södra Nicaragua. Den ligger i kommunen San Juan del Sur, en dryg mil från gränsen till Costa Rica.

## Aktiviteter
El Ostional har en fin sandstrand med utmärkta badmöjligheter. Andra populära aktiviteter är ridning, strandvolleyboll, strandfotboll, kayaking, båtturer och fiske. Precis norr om badorten ligger Viltreservatet Playa La Flor, med fina vandringsleder och obebodda sandstränder där havslädersköldpaddor och sydliga bastardsköldpaddor lägger sina ägg.